# Reichstagswahlkreis Königreich Württemberg 3

Die Wahlkreisaufteilung des Deutschen Reichs.

Der Reichstagswahlkreis Königreich Württemberg 3 (in der reichsweiten Durchnummerierung auch Reichstagswahlkreis 310; auch Reichstagswahlkreis Brackenheim–Heilbronn genannt) war der dritte Reichstagswahlkreis für das Königreich Württemberg für die Reichstagswahlen im Deutschen Reich und zum Zollparlament von 1868 bis 1918.

## Wahlkreiszuschnitt 1868
Bei der Zollparlamentswahl 1868 umfasste der Wahlkreis Königreich Württemberg 3 die Oberämter Ulm, Laupheim und Biberach. Dieser Landesteil lag ab 1871 in den Reichstagswahlkreises Königreich Württemberg 14, 15 und 16. Der Wahlkreis für die Oberämter Heilbronn, Brackenheim, Besigheim und Maulbronn trug hingegen 1868 die Nummer Königreich Württemberg 10. Um die räumliche Kontinuität besser abzubilden, zeigt dieser Artikel für die Wahl 1868 daher die Ergebnisse des Wahlkreises Königreich Württemberg 10.

## Wahlkreiszuschnitt ab 1871
Der Wahlkreis umfasste die Oberämter Heilbronn, Besigheim, Brackenheim und Neckarsulm.
| Jahr | Einwohner |
| ---- | --------- |
| 1890 | 135.824   |
| 1895 | 140.116   |
| 1900 | 148.036   |
| 1905 | 155.395   |
| 1910 | 163.644   |

|      | Landwirtschaft | Industrie und Gewerbe | Handel und Dienstleistungen |
| ---- | -------------- | --------------------- | --------------------------- |
| 1895 | 53,6           | 32,8                  | 13,6                        |
| 1907 | 45,1           | 39,5                  | 15,4                        |

|      | Evangelisch | Katholisch |
| ---- | ----------- | ---------- |
| 1890 | 81,2        | 16,8       |
| 1905 | 80,5        | 17,6       |
| 1910 | 79,9        | 18,1       |

Un Württemberg trat die NLP als Deutsche Partei auf. Die amtliche Statistik führte die Abgeordneten zur Vergleichbarkeit mit den Wahlergebnissen in anderen Teilen Deutschlands als NLP, auch waren die württembergischen Reichstagsabgeordneten Mitglieder der Reichstagsfraktion der NLP. Die Darstellung in diesem Artikel folgt dem.

## Abgeordnete
| Wahl                             | Abgeordneter              | Partei                   | Bild |
| -------------------------------- | ------------------------- | ------------------------ | ---- |
| Zollparlamentswahl 1868 bis 1871 | Karl Reibel               | fraktionslos-großdeutsch | 0    |
| Reichstagswahl 1871 bis 1874     | Adolf Goppelt             | NLP                      |      |
| Reichstagswahl 1874 bis 1875     | Friedrich Eduard Mayer    | NLP                      | 0    |
| Ersatzwahl 1875 bis 1878         | Gottlieb von Huber        | NLP                      |      |
| Reichstagswahl 1878 bis 1887     | Georg Härle               | DtVP                     |      |
| Reichstagswahl 1887 bis 1890     | Joseph von Ellrichshausen | DRP                      | 0    |
| Reichstagswahl 1890 bis 1893     | Georg Härle               | DtVP                     |      |
| Reichstagswahl 1893 bis 1898     | Martin Haag               | DtVP                     | 0    |
| Reichstagswahl 1898 bis 1903     | Paul Hegelmaier           | DRP                      |      |
| Reichstagswahl 1903 bis 1907     | Theodor Wolff             | WüBB                     | 0    |
| Reichstagswahl 1907 bis 1912     | Friedrich Naumann         | FVg                      |      |
| Reichstagswahl 1912 bis 1918     | Franz Feuerstein          | SPD                      |      |

## Wahlen

### 1868
Es fand nur ein Wahlgang statt. 8599 Stimmen wurden abgegeben, 25 Stimmen waren ungültig.
| Kandidat    | Partei                   | Stimmen | in % | Anmerkungen |
| ----------- | ------------------------ | ------- | ---- | ----------- |
| Karl Reibel | fraktionslos-großdeutsch | 6281    | 0    | 0           |

### 1871
Es fand nur ein Wahlgang statt. 22.384 Männer waren wahlberechtigt. 11.829 Stimmen wurden abgegeben, 53 Stimmen waren ungültig. Die Wahlbeteiligung betrug 53,1 %.
| Kandidat      | Partei   | Stimmen | in % | Anmerkungen |
| ------------- | -------- | ------- | ---- | ----------- |
| Adolf Goppelt | NLP      | 9554    | 0    | 0           |
| Dr. Tafel     | V        | 2252    | 0    | 0           |
| 0             | Sonstige | 23      | 0    | 0           |

### 1874
Es fand nur ein Wahlgang statt. 23.987 Männer waren wahlberechtigt. 17.580 Stimmen wurden abgegeben, 75 Stimmen waren ungültig. Die Wahlbeteiligung betrug 73,6 %.
| Kandidat           | Partei   | Stimmen | in % | Anmerkungen |
| ------------------ | -------- | ------- | ---- | ----------- |
| Eduard Mayer       | NLP      | 10.253  | 0    | 0           |
| Hermann Niethammer | V        | 7320    | 0    | 0           |
| 0                  | Sonstige | 7       | 0    | 0           |

### Ersatzwahl 1875
Mayer starb am 2. April 1875 und es kam zu einer Ersatzwahl am 23. September 1875. Es fand nur ein Wahlgang statt. 24.737 Männer waren wahlberechtigt. 8133 Stimmen wurden abgegeben, 99 Stimmen waren ungültig. Die Wahlbeteiligung betrug 33,3 %.
| Kandidat           | Partei   | Stimmen | in % | Anmerkungen |
| ------------------ | -------- | ------- | ---- | ----------- |
| Gottlieb von Huber | NLP      | 8064    | 0    | 0           |
| 0                  | Sonstige | 79      | 0    | 0           |

### 1877
Es fand nur ein Wahlgang statt. 25.140 Männer waren wahlberechtigt. 12.719 Stimmen wurden abgegeben, 97 Stimmen waren ungültig. Die Wahlbeteiligung betrug 51,0 %.
| Kandidat           | Partei   | Stimmen | in % | Anmerkungen |
| ------------------ | -------- | ------- | ---- | ----------- |
| Gottlieb von Huber | NLP      | 10.260  | 0    | 0           |
| Rudolf Probst      | Zentrum  | 2101    | 0    | 0           |
| Karl Hillmann      | S        | 142     | 0    | 0           |
| 0                  | K        | 115     | 0    | 0           |
| 0                  | Sonstige | 101     | 0    | 0           |

### 1878
Es fanden zwei Wahlgänge statt. 25.321 Männer waren wahlberechtigt. 16.590 Stimmen wurden im ersten Wahlgang abgegeben, 27 Stimmen waren ungültig. Die Wahlbeteiligung betrug 65,6 %.
| Kandidat          | Partei   | Stimmen | in % | Anmerkungen |
| ----------------- | -------- | ------- | ---- | ----------- |
| Georg Härle       | V        | 7505    | 0    | 0           |
| Engelhaaf         | NLP      | 6397    | 0    | 0           |
| Professor Geffken | K        | 2626    | 0    | 0           |
| 0                 | Zentrum  | 51      | 0    | 0           |
| 0                 | Sonstige | 11      | 0    | 0           |

20.565 Stimmen wurden im ersten Wahlgang abgegeben, 30 Stimmen waren ungültig. Die Wahlbeteiligung betrug 81,3 %.
| Kandidat    | Partei | Stimmen | in % | Anmerkungen |
| ----------- | ------ | ------- | ---- | ----------- |
| Georg Härle | V      | 12.461  | 0    | 0           |
| Engelhaaf   | NLP    | 8104    | 0    | 0           |

### 1881
Es fand nur ein Wahlgang statt. 25.626 Männer waren wahlberechtigt. 12.838 Stimmen wurden abgegeben, 132 Stimmen waren ungültig. Die Wahlbeteiligung betrug 30,6 %.
| Kandidat                | Partei   | Stimmen | in % | Anmerkungen |
| ----------------------- | -------- | ------- | ---- | ----------- |
| Georg Härle             | V        | 8299    | 0    | 0           |
| Freiherr von Fechenbach | K        | 3114    | 0    | 0           |
| Ludwig Windthorst       | Zentrum  | 988     | 0    | 0           |
| Graf von Neipperg       | Zentrum  | 223     | 0    | 0           |
| August Bebel            | SPD      | 163     | 0    | 0           |
| 0                       | Sonstige | 51      | 0    | 0           |

### 1883
Es fanden zwei Wahlgänge statt. 25.420 Männer waren wahlberechtigt. 14.545 Stimmen wurden im ersten Wahlgang abgegeben, 32 Stimmen waren ungültig. Die Wahlbeteiligung betrug 57,3 %.
| Kandidat                  | Partei   | Stimmen | in % | Anmerkungen |
| ------------------------- | -------- | ------- | ---- | ----------- |
| Georg Härle               | V        | 6315    | 0    | 0           |
| Joseph von Ellrichshausen | RP       | 7103    | 0    | 0           |
| 0                         | S        | 1118    | 0    | 0           |
| 0                         | Sonstige | 9       | 0    | 0           |

20.530 Stimmen wurden im ersten Wahlgang abgegeben, 33 Stimmen waren ungültig. Die Wahlbeteiligung betrug 80,9 %.
| Kandidat                  | Partei | Stimmen | in % | Anmerkungen |
| ------------------------- | ------ | ------- | ---- | ----------- |
| Georg Härle               | V      | 10.403  | 0    | 0           |
| Joseph von Ellrichshausen | RP     | 10.127  | 0    | 0           |

### 1887
Die Kartellparteien NLP und Konservative unterstützten Härle. Es fand nur ein Wahlgang statt. 27.069 Männer waren wahlberechtigt. 23.740 Stimmen wurden abgegeben, 50 Stimmen waren ungültig. Die Wahlbeteiligung betrug 87,9 %.
| Kandidat                  | Partei   | Stimmen | in % | Anmerkungen |
| ------------------------- | -------- | ------- | ---- | ----------- |
| Joseph von Ellrichshausen | RP       | 14.220  | 0    | 0           |
| Georg Härle               | V        | 8883    | 0    | 0           |
| 0                         | SPD      | 633     | 0    | 0           |
| 0                         | Sonstige | 4       | 0    | 0           |

### 1890
Die Kartellparteien NLP und Konservative unterstützten erneut Härle. Es fanden zwei Wahlgänge statt. 27.181 Männer waren wahlberechtigt. 22.450 gültige Stimmen wurden im ersten Wahlgang abgegeben, 35 Stimmen waren ungültig. Die Wahlbeteiligung betrug 82,6 %.
| Kandidat                  | Partei   | Stimmen | in %   | Anmerkungen |
| ------------------------- | -------- | ------- | ------ | ----------- |
| Georg Härle               | DVP      | 8494    | 37,9 % | 0           |
| Joseph von Ellrichshausen | DRP      | 10.371  | 46,3 % | 0           |
| Gustav Kittler            | SPD      | 2416    | 17,8 % | 0           |
| Adolf Gröber              | Zentrum  | 1127    | 5,0 %  | 0           |
|                           | Sonstige | 7       | 0,0 %  | 0           |

Das Zentrum unterstützte in der Stichwahl Härle. In der Stichwahl wurden 24.505 gültige Stimmen abgegeben, 46 Stimmen waren ungültig. Die Wahlbeteiligung betrug 90,2 %.
| Kandidat                  | Partei | Stimmen | in %   | Anmerkungen |
| ------------------------- | ------ | ------- | ------ | ----------- |
| Georg Härle               | DVP    | 12.972  | 53,0 % | 0           |
| Joseph von Ellrichshausen | DRP    | 11.487  | 47,0 % | 0           |

### 1893
Die Kartellparteien NLP und Konservative unterstützten Haag. Es fanden zwei Wahlgänge statt. 28.270 Männer waren wahlberechtigt. 21.626 gültige Stimmen wurden im ersten Wahlgang abgegeben, 99 Stimmen waren ungültig. Die Wahlbeteiligung betrug 76,5 %.
| Kandidat       | Partei   | Stimmen | in %   | Anmerkungen |
| -------------- | -------- | ------- | ------ | ----------- |
| Martin Haag    | DVP      | 5859    | 27,2 % | 0           |
| Karl Mayer     | NLP      | 8423    | 39,1 % | 0           |
| Gustav Kittler | SPD      | 4950    | 23,0 % | 0           |
| Adolf Gröber   | Zentrum  | 2277    | 10,6 % | 0           |
|                | Sonstige | 18      | 0,1 %  | 0           |

Das Zentrum wie auch die SPD unterstützte in der Stichwahl Haag. In der Stichwahl wurden 22.791 gültige Stimmen abgegeben, 41 Stimmen waren ungültig. Die Wahlbeteiligung betrug 80,6 %.
| Kandidat    | Partei | Stimmen | in %   | Anmerkungen |
| ----------- | ------ | ------- | ------ | ----------- |
| Martin Haag | DVP    | 13.281  | 58,4 % | 0           |
| Karl Mayer  | NLP    | 9469    | 41,6 % | 0           |

### 1898
Die Kartellparteien NLP und Konservative unterstützten Hegelmaier. Es fanden zwei Wahlgänge statt. 30.376 Männer waren wahlberechtigt. 21.075 gültige Stimmen wurden im ersten Wahlgang abgegeben, 53 Stimmen waren ungültig. Die Wahlbeteiligung betrug 69,4 %.
| Kandidat        | Partei   | Stimmen | in %   | Anmerkungen                                           |
| --------------- | -------- | ------- | ------ | ----------------------------------------------------- |
| Schmid          | DVP      | 5084    | 24,2 % | Kunstmühlenbesitzer, MdL, Kleiningersheim (Besigheim) |
| Paul Hegelmaier | DRP      | 7018    | 33,4 % | 0                                                     |
| Gustav Kittler  | SPD      | 6009    | 28,6 % | 0                                                     |
| Adolf Gröber    | Zentrum  | 2892    | 13,7 % | 0                                                     |
|                 | Sonstige | 19      | 0,1 %  | 0                                                     |

Das Zentrum unterstützte in der Stichwahl Hegelmaier, die DVP den Sozialdemokraten. In der Stichwahl wurden 23.424 gültige Stimmen abgegeben, 176 Stimmen waren ungültig. Die Wahlbeteiligung betrug 77,1 %.
| Kandidat        | Partei | Stimmen | in %   | Anmerkungen |
| --------------- | ------ | ------- | ------ | ----------- |
| Paul Hegelmaier | DRP    | 13.315  | 57,3 % | 0           |
| Gustav Kittler  | SPD    | 9933    | 42,7 % | 0           |

### 1903
Konservative und NLP benannte unterschiedliche Kandidaten. Hegelmaier hatte als Bedingung gestellt von NLP und Konservativen unterstützt zu werden und stand als alleiniger konservativen Kandidat nicht zur Verfügung. Stattdessen unterstützten die Konservativen Wolff. Es fanden zwei Wahlgänge statt. 33.418 Männer waren wahlberechtigt. 25.790 gültige Stimmen wurden im ersten Wahlgang abgegeben, 43 Stimmen waren ungültig. Die Wahlbeteiligung betrug 77,2 %.
| Kandidat       | Partei   | Stimmen | in %   | Anmerkungen |
| -------------- | -------- | ------- | ------ | ----------- |
| Theodor Wolff  | BdL      | 6476    | 25,2 % | 0           |
| Carl Betz      | DVP      | 5566    | 21,6 % | 0           |
| Binder         | NLP      | 2067    | 8,0 %  | 0           |
| Gustav Kittler | SPD      | 7816    | 30,4 % | 0           |
| Adolf Gröber   | Zentrum  | 3809    | 14,8 % | 0           |
|                | Sonstige | 13      | 0,0 %  | 0           |

Die DVP rief in der Stichwahl erneut zur Wahl Kittlers auf, die bürgerlichen Parteien zur Wahl Wolffs. In der Stichwahl wurden 26.757 gültige Stimmen abgegeben, 254 Stimmen waren ungültig. Die Wahlbeteiligung betrug 80,1 %.
| Kandidat       | Partei | Stimmen | in %   | Anmerkungen |
| -------------- | ------ | ------- | ------ | ----------- |
| Theodor Wolff  | BdL    | 14.043  | 53,0 % | 0           |
| Gustav Kittler | SPD    | 12.460  | 47,0 % | 0           |

### 1907
Auf Landesebene hatten sich Konservative, BdL und NLP auf eine Unterstützung Wolffs geeinigt. Die lokale NLP war aber tief gespalten, da die Sympathien für Naumann groß waren. Es fanden zwei Wahlgänge statt. 35.351 Männer waren wahlberechtigt. 30.771 gültige Stimmen wurden im ersten Wahlgang abgegeben, 51 Stimmen waren ungültig. Die Wahlbeteiligung betrug 87,0 %.
| Kandidat          | Partei   | Stimmen | in %   | Anmerkungen |
| ----------------- | -------- | ------- | ------ | ----------- |
| Friedrich Naumann | FVg      | 9713    | 31,6 % | 0           |
| Franz Feuerstein  | SPD      | 9468    | 30,8 % | 0           |
| Theodor Wolff     | WVg      | 11.529  | 37,5 % | 0           |
|                   | Sonstige | 10      | 0,0 %  | 0           |

Der Konflikt der NLP setzte sich in der Stichwahl fort. Auch hier rief der Landesverband zur Wahl von Wolff und der lokale Verein zur Wahl von Naumann auf. Das Zentrum unterstützte Wolff, die SPD Neumann. In der Stichwahl wurden 30.200 gültige Stimmen abgegeben, 325 Stimmen waren ungültig. Die Wahlbeteiligung betrug 85,4 %.
| Kandidat          | Partei | Stimmen | in %   | Anmerkungen |
| ----------------- | ------ | ------- | ------ | ----------- |
| Friedrich Naumann | FVg    | 15.697  | 52,5 % | 0           |
| Theodor Wolff     | WVg    | 14.178  | 47,5 % | 0           |

### 1912
Naumann trat diesmal als Gesamtliberaler Kandidat an. Das Zentrum unterstützte Wolff. Es fanden zwei Wahlgänge statt. 37.596 Männer waren wahlberechtigt. 33.971 gültige Stimmen wurden im ersten Wahlgang abgegeben, 72 Stimmen waren ungültig. Die Wahlbeteiligung betrug 90,4 %.
| Kandidat          | Partei   | Stimmen | in %   | Anmerkungen |
| ----------------- | -------- | ------- | ------ | ----------- |
| Friedrich Naumann | FoVP     | 10.687  | 31,5 % | 0           |
| Franz Feuerstein  | SPD      | 12.429  | 36,7 % | 0           |
| Theodor Wolff     | K        | 10.778  | 31,8 % | 0           |
|                   | Sonstige | 5       | 0,0 %  | 0           |

Die Freisinnigen unterstützten den SPD-Kandidaten, die anderen Parteien Wolff. In der Stichwahl wurden 32.943 gültige Stimmen abgegeben, 451 Stimmen waren ungültig. Die Wahlbeteiligung betrug 87,6 %.
| Kandidat         | Partei | Stimmen | in %   | Anmerkungen |
| ---------------- | ------ | ------- | ------ | ----------- |
| Franz Feuerstein | SPD    | 18.198  | 56,0 % | 0           |
| Theodor Wolff    | K      | 14.294  | 44,0 % | 0           |